# Passage West
Passage West is een plaats in het Ierse graafschap County Cork. De plaats telt 5843 inwoners (2016).